# Red Dot Design Award

Das Logo des Red Dot Design Award wurde im Jahr 2000 vom Designer Peter Schmidt gestaltet

Der Red Dot Design Award (englisch) ist ein jährlich ausgeschriebener Designwettbewerb für Produkt- und Industriedesign, Marken- und Kommunikationsdesign sowie Designkonzepte, bei dem der Red Dot als Qualitätslabel verliehen wird. 
Die Wurzeln des von der Red Dot GmbH & Co. KG ausgeschriebenen Wettbewerbs reichen bis ins Jahr 1954 zurück als der „Verein Industrieform e. V.“ ins Leben gerufen wurde.
Heute unterteilt sich der Wettbewerb in die drei Disziplinen Red Dot Award: Product Design, Red Dot Award: Brands & Communication Design und Red Dot Award: Design Concept. Die Teilnahme am Wettbewerb ist kostenpflichtig, die Einreichungen werden von einer internationalen Expertenjury bewertet. Produkte, Konzepte und Arbeiten, die mit dem Red Dot Design Award ausgezeichnet wurden, werden anschließend in Ausstellungen, Jahrbüchern und im Internet präsentiert. Zudem können Designer und Unternehmen für ausgezeichnete Werke das Qualitätslabel „Red Dot“ für ihre Produkt- und Unternehmenskommunikation nutzen. Kritisiert wird, dass die Preise in großer Zahl vergeben werden.

## Geschichte

### Vorgeschichte
Der Red Dot Design Award geht auf den Verein Industrieform e. V. zurück, der am 30. Juli 1954 in Essen gegründet wurde und ab Oktober 1955 im kleinen Haus der Villa Hügel die Ausstellung Industrieform – Ständige Schau formschöner Industrieerzeugnisse zeigte. In der Ausstellung wurden rund 600 „vorbildliche“ Industrieprodukte von 120 Unternehmen gezeigt, die zuvor von einer zwölfköpfigen Jury ausgewählt worden waren. Ab November 1961 war die Ausstellung in der Alte Synagoge in Essen zu sehen. Nach einem Brand in der Alten Synagoge zog die Ausstellung 1980 in das Amerikahaus am Kennedyplatz. Ab Mitte der 1980er Jahre trat das Wirtschaftsministerium NRW als Projektförderer auf und der Designwettbewerb trug ab 1985 den Namen „Design Innovationen“. 1990 wurde durch Umstrukturierung aus dem Verein Industrieform e. V. der Verein „Design Zentrum Nordrhein Westfalen“. Noch im selben Jahr siedelte das Design Zentrum Nordrhein Westfalen in die alte Stadtbibliothek an der Hindenburgstraße um.

### Internationalisierung des Wettbewerbs
Am 1. April 1991 wurde Peter Zec Geschäftsführer des Design Zentrum Nordrhein Westfalen. Unter seiner Führung und im Zuge der Globalisierung entwickelten sich das Design Zentrum Nordrhein Westfalen e. V. und der Designwettbewerb international weiter. Es sollte ein Label für gutes Design eingeführt werden, mit dem Produkte fortan ausgezeichnet werden konnten. Um dem Wettbewerb „Design Innovationen“ ein prägnanteres Auftreten zu verleihen, führte Zec den „Roten Punkt“ als Auszeichnung für prämierte Produkte ein. Die Idee, den Roten Punkt als Designauszeichnung einzuführen, geht auf das Prozedere in Kunstgalerien zurück, wo ein roter Punkt neben einem Kunstwerk den erfolgreichen Verkauf des Werkes symbolisiert. Erstmals wurde der „Rote Punkt“ als Erkennungszeichen für prämierte Produkte bei „Design Innovationen“ im Jahr 1992 genutzt.
Vom 12. bis zum 14. November 1992 fand der europäische Designkongress „Design quo vadis? - Strategien und Werkzeuge für das zukünftige Design in Europa“ statt, den die EG-Kommission für Innovation und Technologie-Transfer in Auftrag gegeben hatte, um Richtlinien für die zukünftige gesamteuropäische Designförderung zu erhalten. In einem Artikel der Fachzeitschrift Horizont wurde der Kongress als Erfolg gewertet. Unter anderen wurde beim Kongress deutlich, dass Design nicht mehr nur durch Polarisierung von Funktionalität und Emotion bestimmt war, sondern weitere Designfragen, wie beispielsweise die Frage nach der Gestaltung eines umweltgerechten Designs noch geklärt werden mussten. Gleichzeitig zeigte der Kongress, dass das Design Zentrum Nordrhein Westfalen dazu in der Lage war, große Veranstaltungen zu planen und durchzuführen.

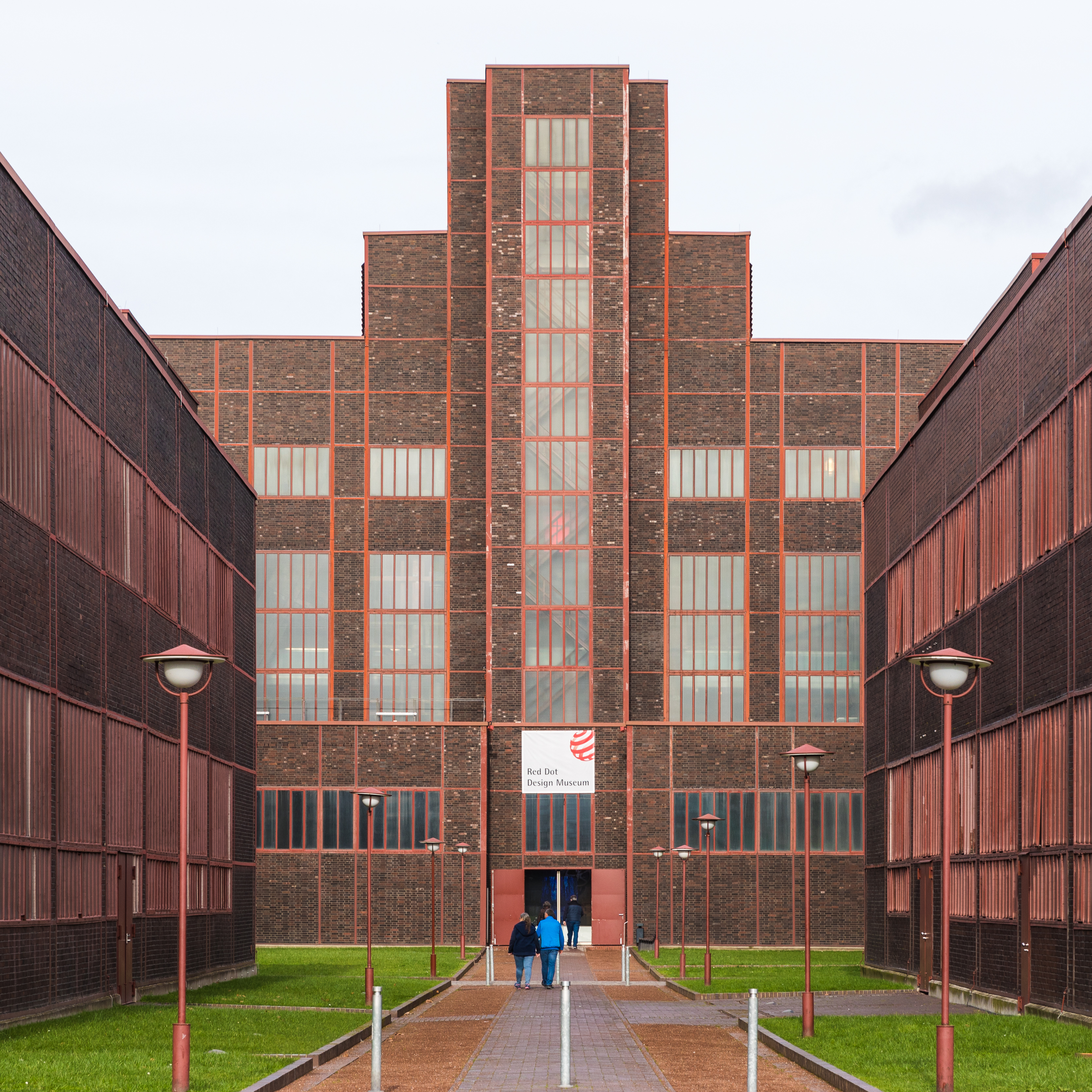
Red Dot Design Museum Essen im ehemaligen Kesselhaus der Zeche Zollverein

Mitte der 1990er-Jahre begannen die Planungen für den Umzug auf die ehemalige Zeche Zollverein. Im Jahr 1928 von den Architekten Fritz Schupp und Martin Kremmer entworfen und 1932 in Betrieb genommen, war die Zeche im Jahr 1986 stillgelegt worden und sollte im Zuge des Strukturwandels im Ruhrgebiet einer sinnvollen Nachnutzung zugeführt werden. Das Gelände gehört heute zum UNESCO-Welterbe. Der Umbau des ehemaligen Kesselhauses auf der ehemaligen Zeche Zollverein fand unter Leitung des britischen Architekten Norman Foster statt. Der Ministerpräsident des Landes Nordrhein-Westfalen Johannes Rau und die Essener Oberbürgermeisterin Annette Jäger eröffneten am 29. April 1997 das modernisierte Design Zentrum. Eigens für die Eröffnung des Design Zentrums komponierte Dirk Reith die „Kesselhaus-Suite“, die am Tag der Eröffnung uraufgeführt wurde.

### Vom Roten Punkt zum Red Dot
Durch die zunehmende Internationalisierung des Wettbewerbes und den steigenden Bekanntheitsgrad wurde der deutsche Name „Roter Punkt“ immer häufiger in andere Sprachen übersetzt, sodass sich weltweit uneinheitliche Bezeichnungen für den Wettbewerb entwickelten. Die Geschäftsführung beschloss deshalb, den „Roten Punkt“ in „Red Dot“ umzubenennen und ein neues Logo und Label gestalten zu lassen. Der Designer Peter Schmidt wurde 2000 damit beauftragt, ein neues Erscheinungsbild zu entwerfen. Es wurde 2001 eingeführt und zeigt den „Red Dot“, dessen dreidimensionale Form sich wie in einer Endlosspirale zu einem Globus formt.

## Disziplinen und Kategorien
Auszeichnungen werden beim Red Dot Design Award für Produkte, Konzepte und Arbeiten in den drei Disziplinen Product Design, Brands & Communication Design und Design Concept vergeben. Die ausgezeichneten Produkte, Arbeiten und Konzepte werden im Red Dot Design Museum, in den Red Dot Design Yearbook und auf der Internetseite des Red Dot Design Award präsentiert. Die Preisträger erhalten eine Urkunde und können den „Red Dot“ als Qualitätslabel für ihre Produkt- bzw. Unternehmenskommunikation nutzen. Der mit 10.000 Euro dotierte Red Dot: Junior Prize wird im Rahmen des Red Dot Award: Brands & Communication Design vergeben. Zudem werden jährlich zwei Ehrentitel vergeben. Seit 1988 erhält jedes Jahr ein ausgewähltes Designteam die Ehrenauszeichnung „Design Team of the Year“, die im Jahr 2001 – mit der Einführung des von Peter Schmidt gestalteten neuen Logos – in „Red Dot: Design Team of the Year“ umbenannt wurde. Die Auszeichnung „Red Dot: Agency of the Year“ wird seit 2008 an eine Design- oder Kommunikationsagentur verliehen. Darüber hinaus wird seit dem Jahr 2020 der Red Dot: Personality Prize verliehen. Diese Auszeichnung erhielten bisher Jean-Claude Biver und Claudio Luti.

### Red Dot Award: Product Design

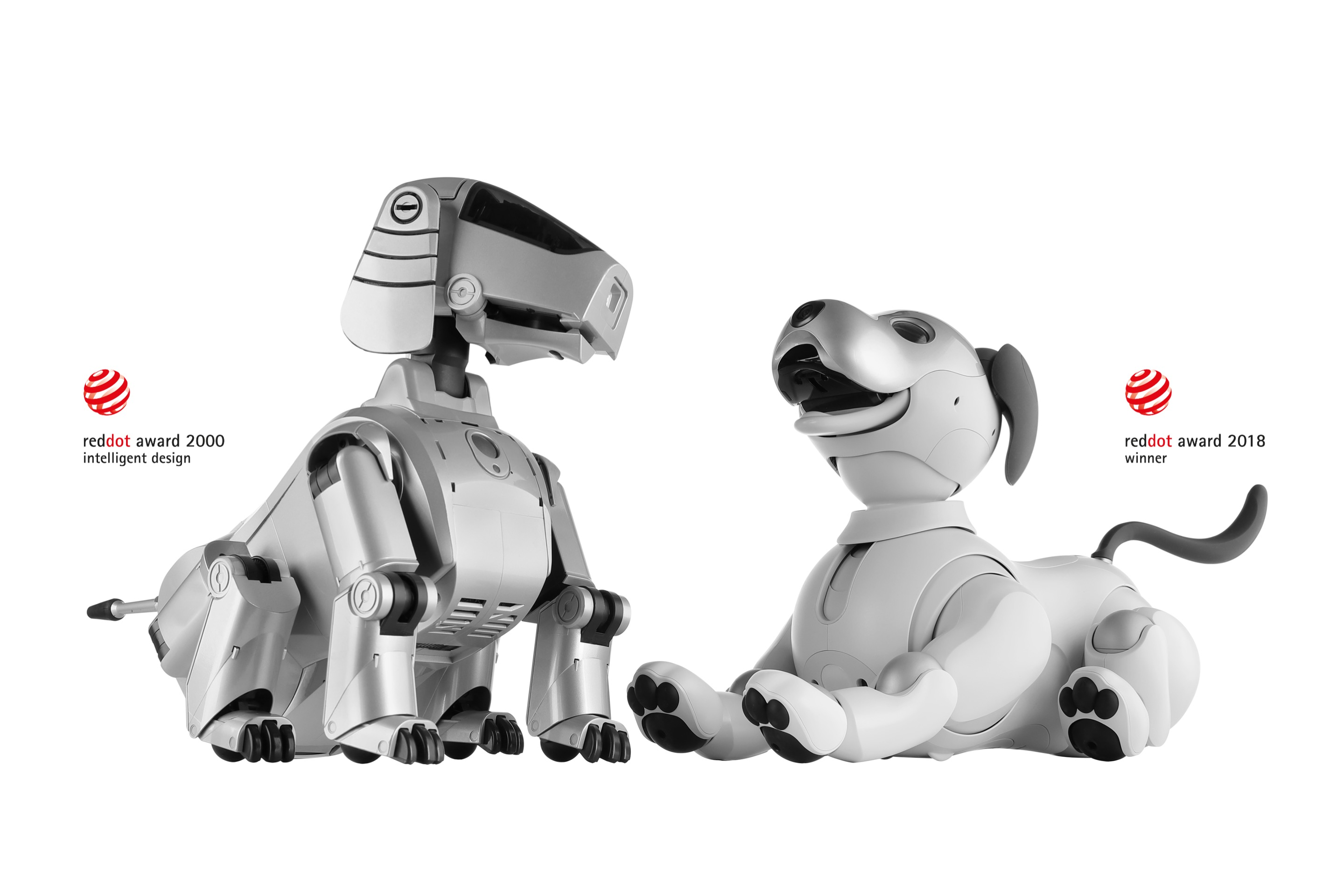
Roboterhund Aibo

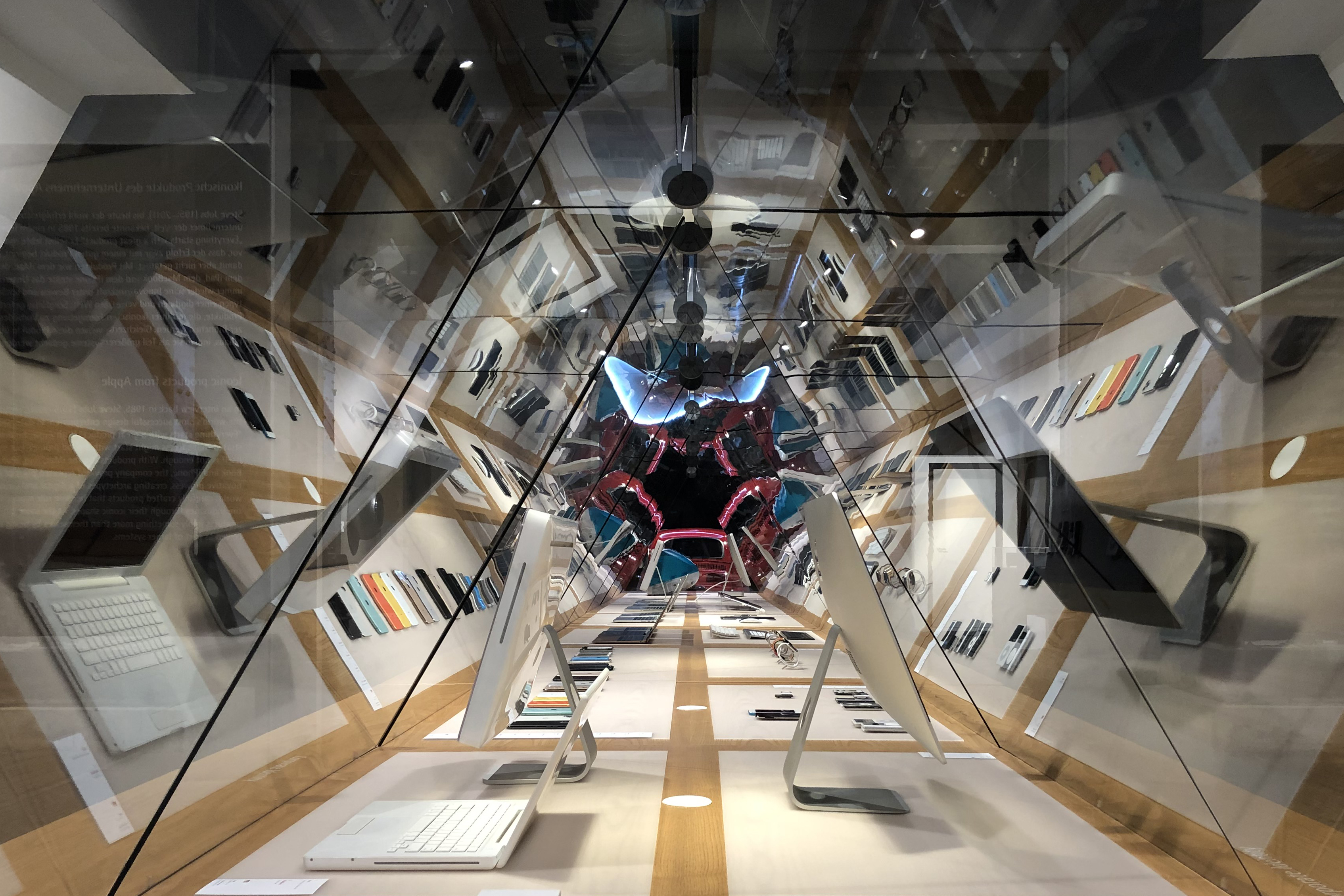
Ausgezeichnete Apple-Produkte im Red Dot Design Museum in Essen

Der Red Dot Award: Product Design wird für Produkte mit einer ausgezeichneten Designqualität verliehen. Bei der Auszeichnung selbst wird qualitativ zwischen „Red Dot: Best of the Best“ und „Red Dot“ unterschieden (früher „Hohe“ und „Höchste Designqualität“). Die Auszeichnung wird jährlich im Sommer im Aalto-Theater in Essen vergeben. Im Jahr 2020 wurden mehr als 6.500 Entwürfe aus 60 verschiedenen Ländern eingereicht, von denen 1.644 Produkte den Red Dot für hohe Designqualität erhielten; zum Vergleich: 1988 waren es 800 Einreichungen aus 23 Ländern, von denen 252 ausgezeichnet wurden. Der Red Dot: Best of the Best wurde im Jahr 2020 76-mal verliehen. Zu den bekanntesten ausgezeichneten Produkten zählen unter anderem der Roboterhund Aibo von Sony, der iPod, das iPhone und der iMac von Apple, der Ferrari LaFerrari und der Ferrari 296 GTB.
Insgesamt umfasst der Red Dot Award: Product Design rund fünfzig Kategorien aus den unterschiedlichsten Lebensbereichen und Branchen wie Computer, Smartphones, Kameras und Home Entertainment, aber auch medizinische Geräte, Roboter, Werkzeuge und Maschinen. Zu den weiteren Kategorien zählen Brillen, Uhren und Schmuck sowie Büromöbel und -stühle, Koffer und Taschen als auch Produkte für Babys und Kinder sowie Personal Care, Haushalt, Küche und Bad, Interior Design und Wohnen, Licht und Leuchten, Fahrräder und Autos.

#### Red Dot: Design Team of the Year

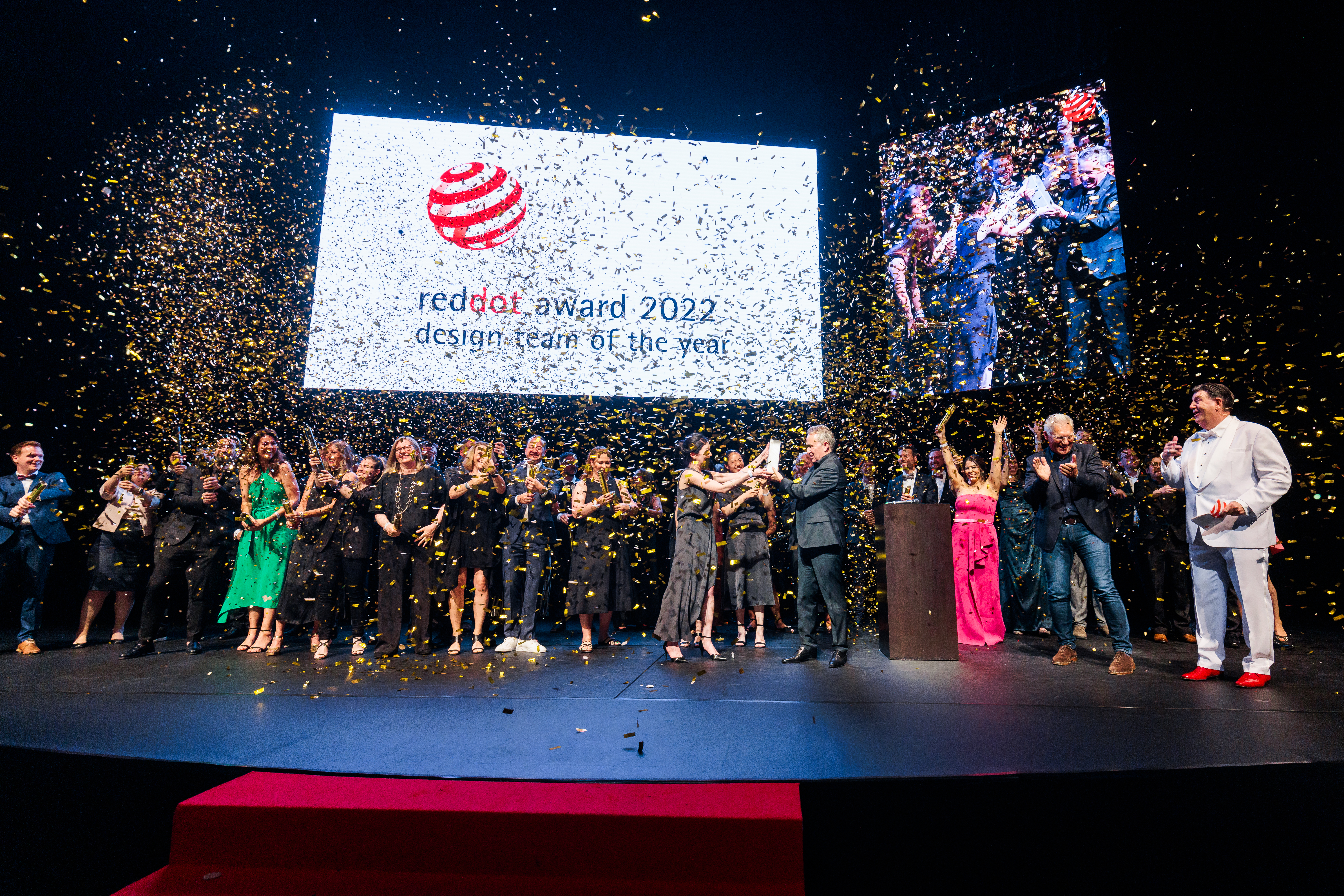
Preisverleihung an das Philips Experience Design Team, 2022

Seit 1988 wird im Rahmen des Red Dot Award: Product Design jedes Jahr ein Designteam geehrt, das sich in besonderem Maße durch kontinuierlich innovative Gestaltungsleistungen ausgezeichnet hat, mit der Auszeichnung Red Dot: Design Team of the Year gekürt. Die Auszeichnung wird im Rahmen der Red Dot Gala in Essen verliehen. Die Ehrung des Red Dot: Design Team of the Year erfolgt durch die Übergabe des „Radius“, einer Skulptur, auf der die Namen aller bisherigen Preisträger eingraviert sind.

#### Liste der PreisträgerRed Dot: Design Team of the Year
- 2024: Thule Design Team[33]
- 2023: Logitech Design Team
- 2022: Philips Experience Design Team led by Sean Carney
- 2021: Studio F. A. Porsche
- 2020: Fiskars Design Team led by Petteri Masalin
- 2019: Flavio Manzoni und das Ferrari Design Team
- 2018: Phoenix Design Team
- 2017: Canyon Design Team
- 2016: Blackmagic Industrial Design Team led by Simon Kid
- 2015: Robert Sachon & Bosch Home Appliances Design Team
- 2014: Veryday
- 2013: Lenovo Design & User Experience Team
- 2012: Michael Mauer & Style Porsche
- 2011: Grohe Design Team led by Paul Flowers
- 2010: Stephan Niehaus & Hilti Design Team
- 2009: Susan Perkins & Tupperware World Wide Design Team
- 2008: Michael Laude & Bose Design Team
- 2007: Chris Bangle & Design Team BMW Group
- 2006: LG Corporate Design Center
- 2005: Adidas Design Team
- 2004: Pininfarina Design Team
- 2003: Nokia Design Team
- 2002: Apple Industrial Design Team
- 2001: Festo Design Team
- 2000: Sony Design Team
- 1999: Audi Design Team
- 1998: Philips Design Team
- 1997: Michele De Lucchi Design Team
- 1996: Bill Moggridge & Ideo Design Team
- 1995: Herbert Schultes & Siemens Design Team
- 1994: Bruno Sacco & Mercedes-Benz Design Team
- 1993: Hartmut Esslinger & Frogdesign
- 1992: Alexander Neumeister & Neumeister Design
- 1991: Reiner Moll & Partner & .molldesign
- 1990: Slany Design Team
- 1989: Braun Design Team
- 1988: Leybold AG Design Team

Quellennachweis

### Red Dot Award: Brands & Communication Design
Seit 1993 wird die Auszeichnung auch für Kommunikationsdesign vergeben. Im Rahmen der Auszeichnung Red Dot Award: Brands & Communication Design wird seit 2008 jährlich ein Designbüro oder eine Kommunikationsagentur mit der Auszeichnung Red Dot: Agency of the Year geehrt, die im Red Dot Award: Brands & Communication Design durch herausragende gestalterische Qualität überzeugt hat. Die Ehrung der Red Dot: Agency of the Year erfolgt durch die Übergabe des „Stylus“, einer Skulptur, auf der die Namen aller bisherigen Preisträger eingraviert sind.

#### Liste der PreisträgerRed Dot: Agency of the Year
- 2024: PepsiCo[37]
- 2023: Clever°Franke
- 2022: MetaDesign
- 2021: Denkwerk
- 2020: Interbrand
- 2019: KW43 Branddesign by Grey Germany
- 2018: Banda Agency
- 2017: Thjnk
- 2016: Serviceplan
- 2015: Leo Burnett Deutschland
- 2014: Scholz & Friends
- 2013: Mutabor
- 2012: 601 Bisang
- 2011: Beetroot
- 2010: BBDO
- 2009: KMS Team
- 2008: Strichpunkt

Quellennachweis

### Red Dot Award: Design Concept
Seit 2005 wird im jährlichen Rhythmus auch der „Red Dot Award: Design Concept“ ausgeschrieben, der sich Designkonzepten und Prototypen widmet. Der Red Dot: Luminary ist die höchste Auszeichnung, die im Red Dot Design Award für Design-Konzepte verliehen wird. Unter anderem erhielten Designer wie Lee SangYup, Cornel Amariei, Sun Xiaojun, Mathis Cosson, Patrick Nathen, Daniel Wiegand, Yu Lin und Yoojung Ahn die Auszeichnung. Der Red Dot Award: Design Concept wird jedes Jahr in Singapur verliehen.

#### Liste der PreisträgerRed Dot: Luminary
- 2023: David Edquilang, Lunet Fingerprothesen
- 2022: Lee SangYup, Hyundai Design Center[41]
- 2021: Ciprian George Mihnea, Cornel Amariei, Lumen[42]
- 2020: Sato Shoichi, Hanzawa Masaki, Takijo Kota, BionicM[43]
- 2019: Mathis Cosson, Patrick Nathen, Daniel Wiegand, Lilium[44]
- 2018: Maezono Teppei, Asamura Kinji, Kamiya Norihiko, Kawashima Masaya, Kono Natsuki, Yamaha Motor Co.[45]
- 2017: Yu Lin, Xie Chunlei, Sun Hanying, Beijing Onemile Technology[46]
- 2016: Yoojung Ahn, Jared Gross, Philipp Haban, Google Inc.[47]

## Bewertung im Red Dot Design Award

### Jury
Die Einreichungen des Red Dot Design Award werden von einer Jury, bestehend aus Designern, Professoren und Fachjournalisten unterschiedlicher Fachbereiche bewertet. 1955 hatte die Jury 12 Mitglieder. 2022 hatte die Jury 48 Mitglieder aus 23 Nationen, darunter sind unter anderem die Industriedesigner Ken Okuyama, Wolfgang K. Meyer-Hayoz, Masayo Ave, Gordon Bruce und Martin Darbyshire, der Uhrenexperte Gisbert L. Brunner sowie die Modedesignerin Qiong'er Jiang, der Modedesigner Jimmy Choo, die Architektin Luisa Bocchietto und die Verpackungsdesignerin Sylvia Vitale Rotta. Die Jury bewertet die Einreichungen – aufgeteilt nach Kategorien – jeweils im Original und im fachlichen Gespräch, um zu einer abschließenden Bewertung und Entscheidung zu gelangen. Für Objekte, die zu groß für die Räumlichkeiten der Jury sind, wie etwa Kraftfahrzeuge, wird eine Fläche am Flughafen Essen/Mülheim zur Verfügung gestellt.

### Bewertungskriterien
Bei Produkten bewertet die Jury die Qualität guten Designs anhand von vier Bewertungskriterien: Die Qualität der Funktion, der Verführung, des Gebrauchs und der Verantwortung. Ein Produkt muss einen erkennbaren Zweck haben und sich einfach und selbsterklärend gebrauchen lassen, wobei das Produkt ästhetisch und nachhaltig beziehungsweise langlebig sein muss. Zwar dürfen die einzelnen Qualitäten unterschiedlich stark ausgeprägt sein, jedoch nicht gänzlich fehlen. So reicht etwa eine „bloße Brauchbarkeit“ oder Benutzbarkeit ebenso wenig aus wie eine funktionslose Ästhetik. Hier grenzen sich das Design und der Designwettbewerb eindeutig von rein technisch-funktionalen und künstlerischen Entwürfen ab.
In einem Artikel der Stuttgarter Zeitung erklärte Jürgen Zurheide 1992 am Beispiel der Espressokanne von Aldo Rossi diese Bewertungskriterien, insbesondere in Bezug auf Qualität der Funktion und Ästhetik: Die aus Metall gefertigte Espressokanne von Rossi sei zwar ästhetisch, habe aber keinen hohen Gebrauchswert. Die Kanne wird zum Erhitzen des Inhaltes direkt auf den Herd gestellt. Aufgrund der Gestaltung des Ausgusses und Deckels wird bei der Zubereitung von Heißgetränken durch den hohen Dampfdruck im Inneren der heiße Inhalt zwangsläufig auf die Herdplatte gespritzt, darüber hinaus ist das metallische Griffstück direkt mit dem Kannenboden verbunden, sodass beim Gebrauch der Espressokanne ein erhebliches Verletzungsrisiko durch Verbrennungen beziehungsweise Verbrühungen besteht. Aus diesem Grund sei die Kanne ein Kunstwerk, aber kein Beispiel für gute Designqualität; Funktion und Ästhetik seien zu weit voneinander getrennt.

## Veröffentlichung der Preisträger
Die prämierten Projekte werden unter anderem in internationalen Ausstellungen, zum Beispiel im Red Dot Design Museum in Essen, online auf der Red Dot-Website sowie in den Jahrbüchern präsentiert.

### Veröffentlichung in Jahrbüchern

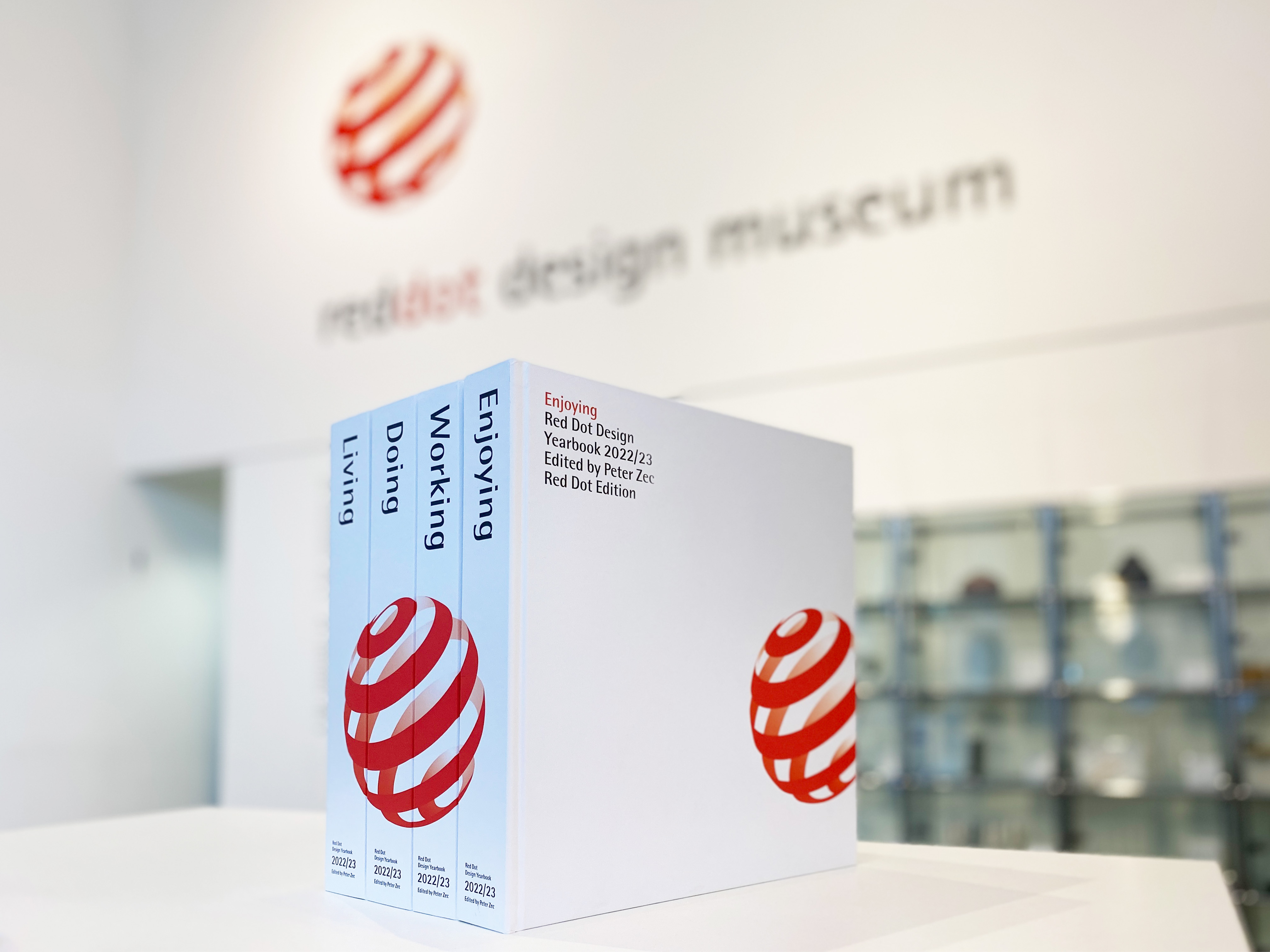
Red Dot Design Yearbook 2022/23

Ausgezeichnete Produkte werden seit 1985 den jährlich erscheinenden Jahrbüchern veröffentlicht, die seit 2001 im Verlag Red Dot Edition erscheinen. In der Zeit davor wurden die Jahrbücher vom Haus Industrieform bzw. vom Design Zentrum Nordrhein-Westfalen herausgegeben. Gegliedert nach Kategorien, werden die Produkte in Bild und Text vorgestellt sowie die Designer und Hersteller und ihre jeweiligen Herkunftsländer genannt. Designer, deren Produkte die Auszeichnung „Red Dot: Best of the Best“ erhalten, werden in exklusiven Interviews vorgestellt. In den Jahrbüchern werden sämtliche ausgezeichnete Produkte als Abbildung mit einem erläuternden Text präsentiert, der die „besonderen Designqualitäten vermittelt“. 
Zusammen mit den Jahrbüchern, die seit 2001 im Verlag Red Dot Edition veröffentlicht werden, ist über Jahrzehnte eine Chronik der internationalen Produkt- und Designkultur zum Ende des 20. Jahrhunderts und zu Beginn des 21. Jahrhunderts entstanden. 
Ausgezeichnete Marken sowie prämierte Arbeiten im Grafik- und Kommunikationsdesign werden im jährlich erscheinenden International Yearbook Brands & Communication Design veröffentlicht. Konzepte und Studien werden im Red Dot Design Concept Yearbook veröffentlicht, das seit 2005 erscheint.

### Veröffentlichung im Internet
Alle Preisträger der drei Kategorien des Red Dot Design Awards sind seit dem Jahr 2011 online abrufbar. Ebenfalls abrufbar sind von der Jury ausgezeichneten Designkonzepte und die prämierten Arbeiten im Marken- und Kommunikationsdesign.

### Ausstellung im Red Dot Design Museum
Ausgezeichnete Produkte und Konzepte sowie ausgezeichnetes Marken- und Kommunikationsdesign werden in drei Museen gezeigt, die sich in Essen, Singapur und Xiamen befinden. Das Red Dot Design Museum in Essen zählt dabei zu den bedeutendsten Design-Museen mit der weltweit größten Ausstellung zeitgenössischen Designs. 
Auf einer Fläche von rund 4000 m² sind in jährlich wechselnden Ausstellungen mehr als 2000 Exponate zeitgenössischen Designs zu sehen, die mit dem Red Dot Design Award ausgezeichnet wurden. 
Alle Museen richten sich mit ihren Ausstellungen sowohl an ein Fachpublikum als auch an eine breite Öffentlichkeit und beleuchten in Sonderausstellungen und Führungen sowohl designspezifische und designgeschichtliche Themen als auch kulturell und gesellschaftlich relevante Fragestellungen.

#### Internationale Ausstellungen
- 16.11.2021 – 10.04.2022: The Essence of Design – Creating Value[64]
- 03.11.2018 – 15.09.2022: The Form of Success – Design as a Corporate Strategy[65]
- 27.09.2018 – 30.09.2018: The Form of Simplicity – Good Design for a better Quality of Life[66]
- 25.11.2017 – 27.05.2018: Homo ex Data – The Natural of the Artificial[67]
- 24.10.2015 – 25.09.2016: Design Identities – Award winning products from the Netherlands and Germany[68]
- 28.11.2014 – 31.05.2015: Every Product tells a Story – Untold Matters of Red Dot Award winning Designs[69]
- 06.12.2012 – 04.03.2013: German Design Standards – From Bauhaus to Globalisation[70]

## Finanzierung
Der Verein Industrieform e. V. bezog in den 1950er-Jahren einen Teil seiner finanziellen Mittel von Krupp. Die Familie und der Krupp-Konzern finanzierten sowohl die Einrichtung des Hauses Industrieform, als auch den Umbau der Alten Synagoge. 
Ende der 1980er-Jahre erhielt der Verein zudem eine Finanzierung durch das Land Nordrhein-Westfalen und Mitte der 1990er-Jahre eine Finanzierung von der Stadt Essen. Von Anfang an wurde von Unternehmen, die ihre ausgezeichneten Produkte im Haus Industrieform und später der Ausstellung Industrieform präsentierten, eine Miete für die zur Verfügung gestellte Ausstellungsfläche genommen. Seit dem Umzug in das Kesselhaus im Zollverein stammt ein Teil der Einnahmen aus der Vermietung für Produkt-Präsentationen, von Firmen-Tagungen und von Veranstaltungen. 
Heute wird für die Anmeldung von Arbeiten eine Gebühr erhoben. 
Auf die ausgezeichneten Teilnehmer, die den Red Dot für ihre Produkt- oder Unternehmenskommunikation nutzen dürfen, kommen Kosten für den Eintrag im Jahrbuch, die Nutzung des Red Dot-Labels und die Präsentation in der physischen und digitalen Ausstellung zu. Um kleineren Designbüros und Firmen die Teilnahme am Red Dot Design Award zu ermöglichen, werden unter jungen Designern jährlich 50 Gratisplätze im Wettbewerb verlost.

## Rezeption
Peter-Philipp Schmitt urteilte 2006 in der Frankfurter Allgemeinen Zeitung, dass der Red Dot Design Award einer von nur drei wirklich bedeutenden Designpreisen in Deutschland sei. Der britische Designhistoriker und Hochschullehrer Jonathan Woodham schrieb 2016, dass der Red Dot Design Award seit spätestens Mitte der 2010er-Jahre als einer der wichtigsten Designpreise der Welt gilt. 
Auch Katharina Abel meinte 2017 in der Deutschen Welle, dass der Red Dot Design Award „einer der wichtigsten Designpreise der Welt“ sei. Maren Kaster Weiß bezeichnete die Auszeichnung 2022 in der Rheinischen Post als „eine[n] der größten internationalen Design Awards für Produktdesign, Kommunikationsdesign und Designkonzepte“. Die Auszeichnung, so die Autorin, habe „sich international als eines der begehrtesten Qualitätssiegel für gute Gestaltung etabliert“.

## Kritik
Achim Schaffrinna vom Blog Design Tagebuch kritisierte 2012 die Vergabepraxis. Angesichts einer „Award-Schwemme von bis zu 830 red dots pro Jahr und pro Sparte“ stellt sich Schaffrinna die Frage, ob „der Award tatsächlich als Qualitätssiegel fungieren“ könne. Hinter dem Red Dot Award stehe ein Unternehmen, das „wirtschaftlich denkt und handelt. Mehr Einreichungen bedeutet mehr Umsatz und mehr Gewinn“. Das sei „ein Designpreis als Geschäftsmodell“.
Der Designer Michael Brandis betonte 2017, dass eine Auszeichnung mit dem Red Dot Design Award für Designer karrierefördernd sei und der Preis durch seine Begehrtheit „den Stellenwert des Designs generell“ fördere. Auf der anderen Seite bemängelte Brandis die Anzahl der Auszeichnungen und die Anzahl der Kategorien, in denen Auszeichnungen verliehen werden.
Der UdK-Designprofessor Axel Kufus sagte 2017, der Preis sei „eine große Marketing- und Geldmaschine“. Dies sei den Verantwortlichen aber nicht vorzuwerfen, „das ist die klassische Businessmechanik, und das weiß auch jeder.“ Schwer hätten es im Gegensatz zu großen Unternehmen kleinere Designbüros und Firmen, für die die Gebühren eine Hürde seien.
Auf die Kritik, der Red Dot werde mittlerweile in zu großem Stil verliehen, antwortete Peter Zec, es gehe um eine Evaluierung, also eine fach- und sachgerechte Bewertung von Design und verglich den Preis mit dem TÜV-Siegel: „Grundsätzlich kann jedes Auto, das laut den Maßgaben verkehrstauglich ist, die TÜV-Plakette bekommen.“
Alan Posener kritisierte den Preis 2020 in der Welt als irrelevant für Konsumenten, da etwa jedes fünfte eingereichte Produkt eine Prämierung erhalte und der Preis damit eher eine „Geschäftsidee“ als eine seriöse Auszeichnung sei.